# Cisitalia 360

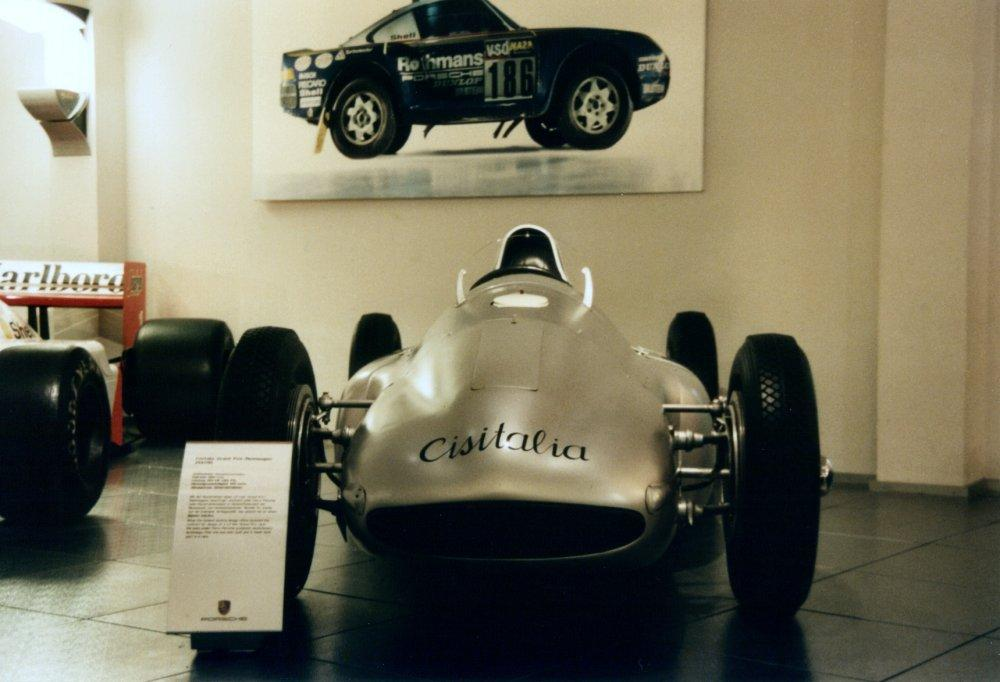
La Porsche 360 Cisitalia, conservée au Porsche Museum à Stuttgart.

La Porsche 360 Cisitalia est une voiture de course unique conçue par Ferdinand Porsche en 1947 alors qu'il était un artisan designer indépendant.
Le nom Cisitalia (acronyme de Consorzio Industriale Sportiva Italia) est le nom de la marque italienne fondée par Piero Dusio, ami de Ferry Porsche qui lui avait confié la conception du modèle pour des raisons très particulières.

## Histoire
La voiture a été imaginée par Piero Dusio en 1946 afin de tenter de contrer la suprématie des Alfa Romeo 158. Dusio avait versé une très forte rançon pour libérer Ferdinand Porsche alors retenu comme prisonnier de guerre en France, étant très lié d'amitié avec son fils, Ferry Porsche. Ce dernier, se sentant grandement redevable, conçut avec son père cette voiture sur commande de Cisitalia le 3 février 1947 en seulement seize mois. Mais Dusio n'a pas réussi à trouver les aides financières suffisantes pour fabriquer la voiture et l'aligner en compétition. La crise financière au lendemain de la Seconde Guerre mondiale était très profonde et son entreprise fut placée sous administration judiciaire ce qui empêcha le développement du projet.

## Conception
La voiture a été conçue autour d'un moteur suralimenté de 1 492 cm3, 12 cylindres boxer de 400 ch à 12 000 tr/min, placé en position centrale arrière, avec quatre arbres à cames en tête permettant d'atteindre une vitesse de 300 km/h et alimenté par deux carburateurs double corps Weber dopés par deux compresseurs volumétriques. 
Le châssis tubulaire donnait un parfait équilibre des masses avec ses quatre roues motrices. La suspension à quatre roues indépendantes fait appel à des barres de torsion transversales à l’avant et longitudinales à l’arrière. Les freins sont composés de quatre mâchoires et deux pistons. Les réservoirs de carburant sont disposés dans les flancs. 
La conception, la construction et surtout la mise au point de la « 360 » se révèlent extrêmement onéreuses, d’autant que le projet accuse du retard. Le chantier est poursuivi contre toute raison, débouchant sur un gouffre financier. La voiture engloutit les dernières ressources financières de l’entreprise et en janvier 1949 la crise financière éclate. Le tribunal accorde toutefois la poursuite du projet, la 360 étant à peu près montée.
Dusoi s’affaire au banc d'essais, le moteur produit 511 chevaux. On prépare deux autres moteurs et deux châssis. Mais, lucide, Rudolf Hruska insiste auprès de Piero Dusio pour qu’il mette fin à l’aventure. La réponse est imparable : « Je me ruine, mais je finirai la 360 Grand Prix ! »
Tazio Nuvolari effectuera quelques essais au volant du premier prototype de la 360.
Le financement nécessaire pour aller plus loin ne pourra toutefois pas être trouvé et la 360 ne parviendra jamais au terme de son développement. De toute manière, il était trop tard car, en 1952, la réglementation du championnat du monde de Formule 1 allait être modifiée avec la contrainte de moteurs de deux litres atmosphériques. 
Après avoir été exposée au salon de Turin de 1950, la « 360 » émigre en janvier 1951 en Argentine, où Piero Dusio s’est installé et a créé « Autoar. » Ce n’est qu’en 1953, au terme d’une mise au point complexe et d’essais longs et difficiles, qu’elle fera ses premiers tours de roues lors d’une présentation au public argentin sur l’autodrome de Buenos Aires. Le travail sur la voiture se poursuivra encore pendant de longs mois pour une interminable série d’essais consécutifs à de nombreuses défaillances techniques : grippage récurrent des pistons du banc de cylindres gauche, perte du capot arrière dû à une aérodynamique imparfaite, etc. Les techniciens ne parviendront jamais à régler le problème de perforation des pistons. 
Dès lors, la voiture sera abandonnée dans un coin de l’atelier chez Autoar. En 1958, elle sera vendue à un pompiste de Buenos Aires où elle sera trouvée, par hasard, deux ans plus tard, et sera aussitôt rachetée par Porsche grâce à l’intervention de Huschke von Hanstein, le directeur sportif de la marque. En 2009, elle est l’une des perles du Porsche Museum. Un second exemplaire, jamais terminé et resté en Italie, est exposé au musée de Donington en Angleterre. 
Singulier destin que celui de cette voiture extraordinaire conçue pour écraser la concurrence d'Alfa Romeo, mais qui ne participa jamais à la moindre course. 